# Katja Piesker
Katja Piesker (* 1977 in Ueckermünde) ist eine deutsche Bauforscherin.
Katja Piesker absolvierte 1996 bis 2002 ein Architekturstudium an der Bauhaus-Universität Weimar und der TU Prag, das sie mit einem Diplomabschluss beendete. Von 2003 bis 2010 arbeitete sie als Wissenschaftliche Mitarbeiterin in der Abteilung Bau-/Stadtbaugeschichte der Universität Hannover. Dort wurde sie 2008 mit einer Dissertation über Das antike Theater von Patara/Türkei promoviert. Für die Arbeit wurde ihr im Jahr darauf das Reisestipendium des Deutschen Archäologischen Instituts zuerkannt. Anschließend war Piesker von 2010 bis 2013 Auslandsstipendiatin der Abteilung Istanbul des Deutschen Archäologischen Instituts (DAI). Nach der Rückkehr nach Deutschland forschte sie als Forschungsstipendiatin der Gerda Henkel Stiftung und war 2013/14 Wissenschaftliche Mitarbeiterin am Institut für Denkmalpflege und Bauforschung der ETH Zürich. Zum Februar 2016 wurde Piesker Wissenschaftliche Referentin am Architekturreferat des Deutschen Archäologischen Instituts. Im Mai 2017 wurde sie im Rahmen der jährlichen Sitzung der Zentraldirektion des DAI in Nachfolge des im Vorjahr überraschend verstorbenen Martin Bachmann zur Zweiten Direktorin der Abteilung Istanbul des DAI gewählt. Seit 2019 ist sie die Leiterin des Architekturreferats und damit Zweite Direktorin der Zentrale des DAI in Berlin.
Katja Piesker interessiert sich für die gesamte Geschichte der Architektur, von den ersten nennenswerten Bauten um 10.000 v. Chr. am Göbekli Tepe bis zur modernen Stadtplanung. Fehlt eine zeitliche Grenze, so liegt der räumliche Schwerpunkt deutlich auf dem Gebiet der heutigen Türkei. Spezielle Forschungen widmete sie beispielsweise der Attius Philippus-Mauer und dem Dionysostempel in Side sowie dem Theater von Patara.

## Schriften (Auswahl)
- mit Joachim Ganzert: Das Theater von Patara. Ergebnisse der Untersuchungen 2004 bis 2008. (= Beiträge zur Architektur- und Kulturgeschichte, Band 7; Patara, Band 2,2), Ege Yayınları, Istanbul 2012, ISBN 978-605-5607-98-2. [Dissertation]
- Herausgeberin: Wirtschaft als Machtbasis. Beiträge zur Rekonstruktion vormoderner Wirtschaftssysteme in Anatolien. (= Byzas, Band 22), Ege Yayınları, Istanbul 2016, ISBN 978-605-9680-30-1.